# Aszur-etel-szame-erseti-muballissu
Aszur-etel-szame-erseti-muballissu (akad. Aššur-etel-šamê-erṣeti-muballissu, tłum. „Aszur, książę nieba i ziemi, jest tym, który utrzymuje go przy życiu”) – asyryjski książę, syn Asarhaddona (681-669 p.n.e.), młodszy brat Aszurbanipala (669-627? p.n.e.).
Temat jego zdrowia poruszany jest w kilku zachowanych listach do Asarhaddona. W jednym z nich egzorcysta Adad-szumu-usur informuje króla o stanie zdrowia niektórych z królewskich dzieci, wspominając między innymi, że Aszur-etel-szame-erseti-muballissu ma się dobrze. W innym liście również Adad-szumu-usur donosi królowi, że gorączka, którą miał Aszur-etel-szame-erseti-muballissu, zaczyna spadać. Znany jest też list astrologa Nergal-etira do Asarhaddona w którym twierdzi on, iż przez sześć lat strzegł skutecznie Aszur-etel-szame-erseti-muballissu przed chorobami.
Aszur-etel-szame-erseti-muballissu pojawia się też w liście niejakiego Urdu-Nabu, który informuje króla o darach, jakie w imieniu jego dzieci złożone być miały przed bogiem Nabu i boginią Taszmetum. Z imienia, poza nim, wymienieni tam zostali jego bracia Aszurbanipal, Szamasz-szuma-ukin i Aszur-mukin-pale’a oraz jego siostra Szerua-eterat. Aszur-etel-szame-erseti-muballissu, jego bracia Aszur-mukin-pale’a i Szamasz-metu-uballit oraz siostra Szerua-eterat wzmiankowani są też w niejasnym kontekście w uszkodzonym tekście administracyjnym, który w drugiej kolumnie wylicza zwierzęta i naczynia kuchenne potrzebne do przygotowania ceremonialnego bankietu.
Po wstąpieniu na tron Aszurbanipal wyznaczył Aszur-etel-szame-erseti-muballissu do pełnienia funkcji kapłana šešgallu boga Sina w Harranie. W inskrypcji, która mówi o tym wydarzeniu, Aszurbanipal nazywa Aszur-etel-szame-erseti-muballissu „swym najmłodszym bratem” (ŠEŠ.MU TUR).
|  |  |  |  |  |  |                    |                    |                    |                    |                    |                    |  |  |                        |                        |                        |                        |                        |                        |  |  |                          |                          |                          |                          |                          |                          |  |  |                  |                  |                  |                  |                  |                  |  |  |                          |                          |                          |                          | Asarhaddon               |                          |  |  |                        |                        |                        |                        |                        |                        |  |  |                                        |                                        |                                        |                                        |                                        |                                        |  |  |                    |                    |                    |                    |                    |                    |  |  |                               |                               |                               |                               |                               |                               |  |  |                     |                     |                     |                     |                     |                     |
|  |  |  |  |  |  |                    |                    |                    |                    |                    |                    |  |  |                        |                        |                        |                        |                        |                        |  |  |                          |                          |                          |                          |                          |                          |  |  |                  |                  |                  |                  |                  |                  |  |  |                          |                          |                          |                          |                          |                          |  |  |                        |                        |                        |                        |                        |                        |  |  |                                        |                                        |                                        |                                        |                                        |                                        |  |  |                    |                    |                    |                    |                    |                    |  |  |                               |                               |                               |                               |                               |                               |  |  |                     |                     |                     |                     |                     |                     |
|  |  |  |  |  |  |                    |                    |                    |                    |                    |                    |  |  |                        |                        |                        |                        |                        |                        |  |  |                          |                          |                          |                          |                          |                          |  |  |                  |                  |                  |                  |                  |                  |  |  |                          |                          |                          |                          |                          |                          |  |  |                        |                        |                        |                        |                        |                        |  |  |                                        |                                        |                                        |                                        |                                        |                                        |  |  |                    |                    |                    |                    |                    |                    |  |  |                               |                               |                               |                               |                               |                               |  |  |                     |                     |                     |                     |                     |                     |
|  |  |  |  |  |  | Sin-nadin-apli syn | Sin-nadin-apli syn | Sin-nadin-apli syn | Sin-nadin-apli syn | Sin-nadin-apli syn | Sin-nadin-apli syn |  |  | Szamasz-szuma-ukin syn | Szamasz-szuma-ukin syn | Szamasz-szuma-ukin syn | Szamasz-szuma-ukin syn | Szamasz-szuma-ukin syn | Szamasz-szuma-ukin syn |  |  | Szamasz-metu-uballit syn | Szamasz-metu-uballit syn | Szamasz-metu-uballit syn | Szamasz-metu-uballit syn | Szamasz-metu-uballit syn | Szamasz-metu-uballit syn |  |  | Aszurbanipal syn | Aszurbanipal syn | Aszurbanipal syn | Aszurbanipal syn | Aszurbanipal syn | Aszurbanipal syn |  |  | Aszur-takisza-liblut syn | Aszur-takisza-liblut syn | Aszur-takisza-liblut syn | Aszur-takisza-liblut syn | Aszur-takisza-liblut syn | Aszur-takisza-liblut syn |  |  | Aszur-mukin-pale’a syn | Aszur-mukin-pale’a syn | Aszur-mukin-pale’a syn | Aszur-mukin-pale’a syn | Aszur-mukin-pale’a syn | Aszur-mukin-pale’a syn |  |  | Aszur-etel-szame-erseti-muballissu syn | Aszur-etel-szame-erseti-muballissu syn | Aszur-etel-szame-erseti-muballissu syn | Aszur-etel-szame-erseti-muballissu syn | Aszur-etel-szame-erseti-muballissu syn | Aszur-etel-szame-erseti-muballissu syn |  |  | Sin-per’u-ukin syn | Sin-per’u-ukin syn | Sin-per’u-ukin syn | Sin-per’u-ukin syn | Sin-per’u-ukin syn | Sin-per’u-ukin syn |  |  | Aszur-szarrani-muballissu syn | Aszur-szarrani-muballissu syn | Aszur-szarrani-muballissu syn | Aszur-szarrani-muballissu syn | Aszur-szarrani-muballissu syn | Aszur-szarrani-muballissu syn |  |  | Szerua-eterat córka | Szerua-eterat córka | Szerua-eterat córka | Szerua-eterat córka | Szerua-eterat córka | Szerua-eterat córka |